# Saint-Médard-de-Presque
Saint-Médard-de-Presque é uma comuna francesa na região administrativa de Occitânia, no departamento de Lot. Estende-se por uma área de 5,29 km². Em 2010 a comuna tinha 211 habitantes (densidade: 39,9 hab./km²).